# Anton Schöder
Anton Schöder (10. ledna 1813 Doksy – 22. října 1871 Dubá) byl rakouský lékař a politik německé národnosti z Čech, v 60. letech 19. století poslanec Českého zemského sněmu.

## Biografie
Působil jako praktický lékař v Dubé. Byl doktorem medicíny a chirurgie. Byl členem spolku Verein fur Geschichte der Deutschen in Böhmen.
Po obnovení ústavního systému vlády počátkem 60. let se zapojil i do politického života. V zemských volbách v Čechách roku 1861 byl zvolen na Český zemský sněm, kde zastupoval kurii venkovských obcí, obvod Dubá, Štětí. Uspěl zde i v zemských volbách v lednu 1867, zemských volbách v březnu 1867 a zemských volbách v roce 1870.
Zemřel v říjnu 1871 na mozkovou mrtvici.